# Nemesnép
Nemesnép Zala vármegye Lenti járásában található szeres község. Önkormányzata Csesztregen működik.

## Fekvése
A vármegye északnyugati részén, a Lenti járásban található.

### Megközelítése
Egyik fontos útja a Csesztreg–Szentgyörgyvölgy–Magyarszombatfa között húzódó 7423-as út, a másik a 7418-as útból Baglad után kiágazó 7421-es út, amely a falu északi határában, a 7423-asba torkollva ér véget. Ebből a 7421-esből ágazik ki még a település külterületén egy öt számjegyű út, amely Lendvajakabfa, illetve a szlovéniai Kebeleszentmárton irányába vezet. A falutól délnyugatra (közigazgatásilag Szentgyörgyvölgy területén) működő határátkelő ma már bármikor használható..
Autóbusszal Csesztreg felé Zalaegerszeg és Lenti érhető el közvetlen járatokkal, illetve északra Őriszentpéter.

## Története

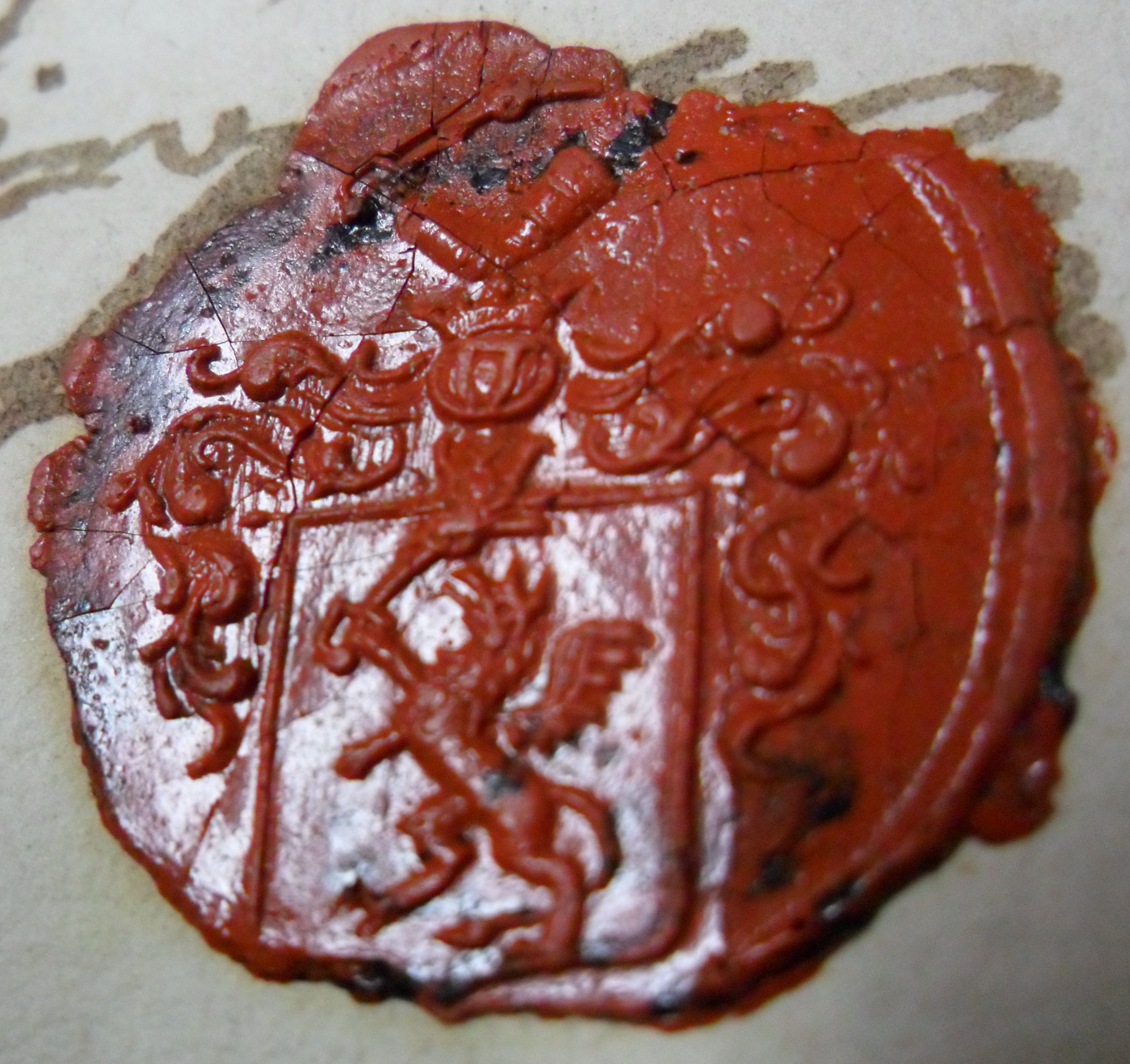
Nemesnépi Marton György (1767-1843) táblabíró, zalalövői alszolgabíró, földbirtokosnak a viaszpecsétje (kelt: 1800. október 25.).

A település határában római korból származó halomsírokat tártak fel. Nemesnépnek, mint tipikus őrségi településnek a kialakulása a 10-12. századra tehető mint gyepűn túli határőr telep létrejötte.
A 13. században több okleveles forrás is már nemesnépi nemeseket említ. 1407-ben konkrét okleveles forrás említi, hogy kiszolgált királyi katonákat telepítettek itt le, akik szintén nemességet kaptak; a település ekkor, 1401-ben "Nemesnepfalua"-ként szerepelt. 1490. május 8-án kelt egy oklevél, amelyben szerepelnek egy pereskedés ügyében a kihallgatott nemesek névsora Nemesnépen; ezek közül található: nemesnépfalvai Kovács Péter, Tamás, Boda György, Györffy Péter, Miklóssa Pál, Torda Benedek, Lászlófi Mihály, Gede Péter, Kósa László, Marton Miklós, Kósa Bertalan, Bereczfy Jakab, Miklóssa András, Tankó István, Lerincz Albert, Györgyfy Mihály, Janossa Imre, Pálffy János illetve nemesnépfalvai Dienes Miklós. 1513-ban 16 egytelkes nemest sorol fel az adólajstrom, megjegyezve, hogy a falunak csak az egyik fele dikáltatott: Tanko, Gede (kettő), Török (kettő), Pata, Márkus, Dávid, Kardos, Szabó, Kósa, Nemesnépfalvi, Pálfi, Isme és Nagy családok. Gyakran említik a települést Alsó- és Felső-Nemesnép faluként is. 1566. január 2-án újabb királyi nemesi adományt szerzett a településre nemesnépi Sassas Pál litteratus, Nemesnépi Nagy István, nemesnépi Zabó Mihály, nemesnépi Marton György, Pál és rokonai, nemesnépi Jakabffy György és rokonai, nemesnépi Zakál István és rokonai, nemesnépi Dienes Gergely és rokonai, valamint nemesnépi Andrássfy Péter számára; a földbirtokadomány vonatkozott Nemesnépre illetve a hozzátartozó Keréktó nevű településre, amely a nagykanizsai várhely szigete volt (Nemesnép határában, Nagykanizsa mellett keresendő).
A sok nemes család közül egyedül egy-egy ága a nemesnépi Dienes–, a nemesnépi Zakál– és a nemesnépi Marton családoknak emelkedett fel az ismeretlenségből; a nemesnépi Marton családnak egy ága a római katolikus vallást vette fel Mária Terézia magyar királynő korában, és leszármazottjai számos vármegyei hivatalt viseltek valamint jól házasodtak környékbeli tekintélyes köznemesekkel. Végül egy ága a nemesnépi Marton családnak átköltözött Andráshidára, a másik pedig Söjtörre.
A 18. századra a település legtöbb nemesi családja a kálvinista vallásban élt. A református nemesnépi Dienes István (1767–1821), táblabíró, szentpéterúri földbirtokos, a mezőszegedi Szegedy család ügyvédje volt, és jó barátságot ápolt neves vármegyei személyiségekkel: Kisfaludy Sándor egyik esküvői tanúja volt 1800-ban, majd 1816-ban Séllyey Elek házasságában is násznagyi szerepet vállalt. A Zala Vármegyei Levéltárban a mai napig megvan egy érdekes pernek az iratanyaga, amely egy szokatlan ügyről tanúsít a 19. század fordulóján. Göde István, egy zalai kisnemes ember rendszeresen gyújtogatta a nemesnépi falu lakosainak terményét, házát, gazdasági épületeit s mivel a vármegyei hatóság vele szemben nem intézkedett, mivel nemesi származású volt; a falu ezt megelégelte. Nemes Mlinarics Lajos zalai alispán sem rendelhetett tiszti vizsgálatot ellene, mert nem fogták el tetten. 1795 márciusában és áprilisában, két hónap alatt összesen 27 házat és 11 pajtát gyújtott fel. A településen a nemesek között, csak nemesnépi Marton György (1767-1843) táblabíró, nemesnépi, söjtöri és andráshidai földbirtokos, akarta a folytonos elégetést megakadályozni. Katolikus lévén, Göde István elindult a Szentgyörgyvölgyi templomba gyónni, de a falu határában a falu népe, körülbelül 500-an, elkapta és elevenen megégette. A helyben megszövegezett ítéletet több mint 70 nemesnépi családfő írta alá, akiket aztán a vármegyei hatóság később kollektíven ítélt el, a közösségre szabva ki a büntetést, ami egy hónap "szobafogság" volt, azaz a falu nem hagyhatta el a házakat; ezt a falu rendesen be is tartotta. Az égetés helye a falu külterületén ma is megtalálható.
1777-ben létrehozták a zalalövői járást, amelyhez tartozott több település között Nemesnép is. Az első zalalövői főszolgabíróvá boldogfai Farkas András (1740–1782) földbirtokost választották meg. Az 1781-es tisztség -álasztáskor a második főszolgabírája a járásnak idősebb nemesnépi Marton György (1730-1795) táblabíró, földbirtokos lett, aki még Nemesnépen született. Később fia, ifjabb nemesnépi Marton György (1767-1843) táblabíró is a lövői járás alszolgabírájaként tevékenykedett 1798. június 19. és 1815. november 8. között.
Lakossága a 19-20. század fordulóján meghaladta az ötszáz főt. A trianoni határ és az 50-es években történt, módos gazdákat érintő kitelepítések oda hatottak, hogy a lakosságszám mára 147 főre csökkent. A település jellegzetessége, hogy a mai napig nagyon sok szépen helyreállított kisnemesi lakóház és porta áll, a házakat alig veszik körül kerítések, és a szépen gondozott területeken kellemes sétákat lehet tenni. A település külterületén, még évekkel ezelőtt, tájvédelmi körzetben fekete gólyák fészkeltek, amelyek rendkívül ritka és védett madarak. Jelentős hagyománya van az olajütésnek (tökmagból), ennek időszaka december–február. A több mint százéves, kézi erővel működő olajprés ilyenkor megtekinthető.
A régi szerek elnevezése a mai napig fennmaradt – Németszer, Simonszer, Gödeszer. A településen a mai napig megfigyelhető, hogy a 15. században említett nemes családok leszármazottai élnek.
A lakosság kétharmada római katolikus vallású, egyharmada református. A fa haranglábat reformátusok emelték, a községben 1953 óta római katolikus kápolna is van. Egy őrségi vagy göcseji túrából Nemesnépet nem szabad kihagyni.
Dr. Göncz Árpád, a Magyar Köztársaság elnöke három, Milan Kučan, a Szlovén Köztársaság elnöke két alkalommal volt a település vendége.
A község díszpolgárai: dr. Göncz Árpád, volt köztársasági elnök és Arnold Mihály altábornagy, a volt országos vámparancsnok.
A település 1991 óta jó kapcsolatot tart fenn a szlovéniai Kebeleszentmárton községgel, évente közös rendezvényeket tartanak. A két település e kapcsolatát a 2001-ben kötött partnertelepülési megállapodással erősítette meg.

## Közélete

### Polgármesterei
- 1990–1994: Szabó István Tibor (független)[9]
- 1994–1998: Kósa László (SZDSZ)[10]
- 1998–2002: Kósa László (SZDSZ)[11]
- 2002–2006: Kósa László (SZDSZ)[12]
- 2006–2010: Kósa László (SZDSZ)[13]
- 2010–2014: Szép Dezső (független)[14]
- 2014–2019: Szép Dezső (független)[15]
- 2019–2022: Nagy István (független)[16]
- 2022–2024: Nagy István (független)[17]
- 2024– : Németh László (független)[1]

A településen 2022. június 26-án időközi polgármester-választást (és képviselő-testületi választást) kellett tartani, mert az előző képviselő-testület 2021. június 21-én feloszlatta magát. Polgármester-választás tekintetében azonban nem lehetett eredményt hirdetni, mert a korábbi polgármester és egyetlen kihívója közt szavazategyenlőség alakult ki. Az újabb választást 2022. szeptember 25-én tartották meg, akkor hat szavazatnyi különbség döntött a korábbi faluvezető javára.

## Népesség
A település népességének változása:
| Lakosok száma | 118  | 114  | 121  | 109  | 119  | 117  | 113  |
|               | 2013 | 2014 | 2015 | 2021 | 2022 | 2023 | 2024 |

A 2011-es népszámlálás idején a nemzetiségi megoszlás a következő volt: magyar 95,7%, német 2,6%. A lakosok 63,8%-a római katolikusnak, 23,3% reformátusnak, 2,6% felekezeten kívülinek vallotta magát (8,6% nem nyilatkozott).
2022-ben a lakosság 90,8%-a vallotta magát magyarnak, 6,7% németnek, 0,8% cigánynak, 1,7% egyéb, nem hazai nemzetiségűnek (9,2% nem nyilatkozott; a kettős identitások miatt a végösszeg nagyobb lehet 100%-nál). Vallásuk szerint 43,7% volt római katolikus, 11,8% református, 0,8% görög katolikus, 0,8% egyéb katolikus, 7,6% felekezeten kívüli (35,3% nem válaszolt).

## Látnivaló
A község legfőbb nevezetessége az 1793-ban épített fazsindelyes, szoknyás (református) harangláb, mely 1937 óta országos műemlékként van nyilvántartva. A harangláb Nyugat-Magyarország legnagyobb és talán legszebb ilyen jellegű műemléke.

## Testvértelepülés
- Kebeleszentmárton, Szlovénia